# Terraube
Terraube (Terrauba na língua occitana) é uma comuna francesa situada no departamento do Gers na região de Occitânia.